# Jindřich III. Hlohovský
Jindřich III. Hlohovský či Hlohovsko-Zaháňský (1251 nebo 1260 – 9. prosince 1309) byl hlohovský, zaháňský a velkopolský kníže z rozrodu slezských Piastovců.

## Život
Po smrti svého otce, hlohovského knížete Konráda I. 1273, se stal knížetem hlohovským. Původně byl ustanoven dědicem Vratislavského knížectví, ale toho se nakonec zmocnil syn Boleslava II. Rogatky Jindřich V. Roku 1278 bojoval na Moravském poli po boku Přemysla Otakara II.
Po smrti Přemysla II. Velkopolského roku 1296 se pustil do boje o Velkopolsko s Vladislavem Lokýtkem. Dne 10. března téhož roku sice uzavřeli smlouvu o vzájemném rozdělení sporného území, avšak následující rok Lokýtek smlouvu porušil a válka vypukla znovu. Jindřich se ucházel také o podporu českého krále Václava II. a roku 1297 se zúčastnil jeho korunovace v Praze. Nakonec musel Jindřich v roce 1299 ze svých požadavků ustoupit.
Byl významným donátorem cisterciáckého kláštera v Lubuši, financoval náhrobky svých příbuzných v konventním kostele a je považován za tvůrce myšlenky místní piastovské nekropole. Sám zde byl také pohřben.